# Музей денег Банка Литвы
Музей денег Банка Литвы — музей, созданный Банком Литвы и расположенный в одном из здании комплексу зданий Банка в Вильнюсе на улице Тоторю, 2/8.Еще одна музейная экспозиция, посвященная истории денег и банковского дела в Литве, действует в Каунасе (ул. Майронё, д. 25). Посещение музея и экскурсии бесплатные. 

## История
Музей Банка Литвы открыли 25 июня 1999 года.
В 2009—2010 годах после реконструкции помещения музея, его расширили и переименовали в Музей денег Банка Литвы.
Оснащённые передвижными стендами специальные подъёмники позволяют посещать выставку людям всех возрастов, а также посетителям с ограниченными возможностями. В год музеев, объявленный в Литве в 2012 году, музею денег вручили награду «Самый дружелюбный музей — 2012» (среди 69 культурно-досуговых объектов страны). Музей денег также является первым музеем в странах Балтии, в котором установлена система электронного сурдоперевода.
Конкурсный проект EDEN (European Destinations of Excellence) «Привлекательная туристическая зона Литвы — 2013. Туризм для всех» музея денег признали исключительным объектом туризма и вручили награду «Музей денег — самый дружелюбный музей в Вильнюсе».
В 2013 году музей вошёл в пятерку лучших музеев центральных банков мира, составленную научным журналом MintWorld Compendium, наряду с денежными музеями Федеральной резервной системы Канады, Бундесбанка Германии, Южной Кореи и США.
Также в 2013 году Музей денег признали самым гостеприимным музеем Вильнюса на конкурсе «Вильнюсское гостеприимство — 2013».
В 2014 году музей номинировали на премию «Европейский музей года — 2014» на Европейском музейном форуме при Совете Европы.
29 ноября 2014 года в музее завершили строительство «Пирамиды на миллион центов». Пирамида состоит из 1 000 935 одноцентовых монет. 31 августа 2015 года этот объект внесли в Книгу рекордов Гиннесса как самую большую пирамиду в мире, построенную из денег.

## Экспозиция
В музее открыто 5 тематических залов. Они расположены на двух этажах и занимают площадь 350 м². В них можно ознакомиться с историей мировых и литовских денег.
- История денег. В этом зале посетители знакомятся с эволюцией мировых денег от их древнейших форм до электронных денег.
- История банковского дела. Представлено развитие банковского дела от первых кредитных учреждений до наших дней, представлены прежние денежные реформы, стабилизировавшие финансово-кредитный рынок страны в период мирового экономического кризиса. Также освещается крах национальной банковской системы в 1940-х годах после советской оккупации Литвы.
- Современные деньги. Посетители знакомятся с современными банкнотами и монетами, используемыми в разных странах, получают знания о производстве современных литовских денег. Представлена история Банка Литвы с момента его создания до наших дней: можно посмотреть монеты Великого княжества Литовского, Литовской Республики и других стран, находящиеся в обращении в Литве, а также литовские памятные монеты.
- Деньги Литвы. Этот зал оборудован восемью вертикально движущимися автоматическими транспортерами. Каждый из них содержит тридцать пластиковых пластин с монетами Великого княжества Литовского, Литовской Республики и других стран, которые циркулировали в нашем регионе. На стационарных стендах представлены коллекционные (памятные) монеты Литовской Республики, а на двадцати выдвижных стендах – банкноты, ходившие в нашей стране с конца XVIII века до наших дней.
- Выставочный и образовательный зал используется для проведения учебных занятий, лекций, конференций и временных выставок.

Музей денег предлагает экскурсии, обучение, виртуальные уроки и другие интерактивные мероприятия для посетителей всех возрастов.
Каунасская экспозиция. В коллекции экспозиции представлены экспонаты об истории Банка Литвы, развитии банковского дела в независимой Литве, истории денег в Великом княжестве Литовском и Литве. В Каунасском дворце Банка Литвы проводятся бесплатные экскурсии и уроки.

### Интерактивные средства обучения
Музей денег участник проекта по внедрению Литовской интегрированной музейной информационной системы (LIMIS). В музее есть звуковое оборудование, видеопроекторы и DVD. Посетители превращаются в участников с помощью интерактивных инструментов:
- самостоятельное изготовление сувенирного жетона
- взвесьте на специальных весах и узнайте, сколько будет стоить, если отображаемый вес перевести в золото, платину или серебро
- виртуальные выставки, тематические фильмы и игры, арт-инсталляции
- доступ к специализированному доступу в интернет в компьютерных терминалах с сенсорными экранами и проверка полученных в музее знаний путем решения тестов.